# Тумсборо (Џорџија)
Тумсборо (Џорџија) (енгл. Toomsboro) град је у америчкој савезној држави Џорџија. По попису становништва из 2010. у њему је живело 472 становника.

## Демографија
Према попису становништва из 2010. у граду је живело 472 становника, што је 150 (24,1%) становника мање него 2000. године.
| Група             | 2000.       | 2010.       |
| Белци             | 280 (45,0%) | 233 (49,4%) |
| Афроамериканци    | 334 (53,7%) | 223 (47,2%) |
| Азијати           | 0 (0,0%)    | 0 (0,0%)    |
| Хиспаноамериканци | 5 (0,8%)    | 5 (1,1%)    |
| Укупно            | 622         | 472         |